# Кушубаури
Кушубаури (груз. კუშუბაური) — село в Грузии, на территории Ванского муниципалитета края (мхаре) Имеретия.

## География
Село находится в западной части Грузии, к западу от реки Кумури, на расстоянии приблизительно 6 километров (по прямой) к юго-западу от города Вани, административного центра муниципалитета. Абсолютная высота — 250 метров над уровнем моря.

## Население
По результатам официальной переписи населения 2014 года, в Кушубаури проживало 140 человек (67 мужчин и 73 женщины). В национальной структуре населения грузины составляли 100 %.
| Год  | Население, человек |
| ---- | ------------------ |
| 2002 | 192                |
| 2014 | ↘ 140              |